# Dolnogermánský limes
Jako Dolnogermánský limes bývá označována část vojenské hranice Římské říše podél středního a dolního toku Rýnu v moderním Německu a Nizozemsku, která dělila římskou provincii Dolní Germánie od Germánie. 
Hranice sestávala z četných strážných věží, vojenských táborů (Castrum) a pevností. Limes však nebyl tvořen hradbami či zemními valy na rozdíl od Hornogermánského a raetského limitu, na který navazoval. Výstavba tohoto limitu časově částečně sahá do období vlády Augusta a jeho nevlastního syna a generála Drusa, který definoval Rýn jako přirozenou hranici Římské říše. Za jejich působení byla založena řada venkovských statků (Villa rustica) a osad (Vici). Názvy některých z nich jsou zachyceny v Peutingerově mapě. Poté, co Řím upustil od záměru expanze na pravý břeh řeky (rok 16 našeho letopočtu, se Rýn stal trvalou hranicí říše. Limit se táhne mezi ústím řeky Oude Rijn (Starý Rýn) do Severního mořee a německým městem Bad Breisig.

## Světové dědictví UNESCO
V červenci 2021 bylo 102 segmetů (39 v Nizozemsku a 63 v Německu) Dolnogermánského limitu zapsáno na seznam světového dědictví UNESCO pod společným názvem „Hranice Římské říše - Dolnogermánský limes“. Mezi archeologické pozůstatky zahrnuté pod ochranu UNESCO patří vojenské základny, věže, dočasné tábory, silnice, přístavy, vodní kanál, akvadukt, stejně jako civilní osady, města, pohřebiště, svatostánky, amfiteátr či palác. Téměř všechny tyto archeologické pozůstatky jsou pohřbeny pod zemí.